# Шахова сліпота
|   | a | b | c | d | e | f | g | h |   |
| 8 | f8 білий кінь · h8 чорний король · a7 чорний ферзь · g7 чорний пішак · h6 чорний пішак · e5 білий пішак · a4 чорний пішак · b4 чорний пішак · e4 білий ферзь · b2 білий пішак · g2 білий пішак · h2 білий пішак · c1 чорний слон · h1 білий король | f8 білий кінь · h8 чорний король · a7 чорний ферзь · g7 чорний пішак · h6 чорний пішак · e5 білий пішак · a4 чорний пішак · b4 чорний пішак · e4 білий ферзь · b2 білий пішак · g2 білий пішак · h2 білий пішак · c1 чорний слон · h1 білий король | f8 білий кінь · h8 чорний король · a7 чорний ферзь · g7 чорний пішак · h6 чорний пішак · e5 білий пішак · a4 чорний пішак · b4 чорний пішак · e4 білий ферзь · b2 білий пішак · g2 білий пішак · h2 білий пішак · c1 чорний слон · h1 білий король | f8 білий кінь · h8 чорний король · a7 чорний ферзь · g7 чорний пішак · h6 чорний пішак · e5 білий пішак · a4 чорний пішак · b4 чорний пішак · e4 білий ферзь · b2 білий пішак · g2 білий пішак · h2 білий пішак · c1 чорний слон · h1 білий король | f8 білий кінь · h8 чорний король · a7 чорний ферзь · g7 чорний пішак · h6 чорний пішак · e5 білий пішак · a4 чорний пішак · b4 чорний пішак · e4 білий ферзь · b2 білий пішак · g2 білий пішак · h2 білий пішак · c1 чорний слон · h1 білий король | f8 білий кінь · h8 чорний король · a7 чорний ферзь · g7 чорний пішак · h6 чорний пішак · e5 білий пішак · a4 чорний пішак · b4 чорний пішак · e4 білий ферзь · b2 білий пішак · g2 білий пішак · h2 білий пішак · c1 чорний слон · h1 білий король | f8 білий кінь · h8 чорний король · a7 чорний ферзь · g7 чорний пішак · h6 чорний пішак · e5 білий пішак · a4 чорний пішак · b4 чорний пішак · e4 білий ферзь · b2 білий пішак · g2 білий пішак · h2 білий пішак · c1 чорний слон · h1 білий король | f8 білий кінь · h8 чорний король · a7 чорний ферзь · g7 чорний пішак · h6 чорний пішак · e5 білий пішак · a4 чорний пішак · b4 чорний пішак · e4 білий ферзь · b2 білий пішак · g2 білий пішак · h2 білий пішак · c1 чорний слон · h1 білий король | 8 |
| 7 | f8 білий кінь · h8 чорний король · a7 чорний ферзь · g7 чорний пішак · h6 чорний пішак · e5 білий пішак · a4 чорний пішак · b4 чорний пішак · e4 білий ферзь · b2 білий пішак · g2 білий пішак · h2 білий пішак · c1 чорний слон · h1 білий король | f8 білий кінь · h8 чорний король · a7 чорний ферзь · g7 чорний пішак · h6 чорний пішак · e5 білий пішак · a4 чорний пішак · b4 чорний пішак · e4 білий ферзь · b2 білий пішак · g2 білий пішак · h2 білий пішак · c1 чорний слон · h1 білий король | f8 білий кінь · h8 чорний король · a7 чорний ферзь · g7 чорний пішак · h6 чорний пішак · e5 білий пішак · a4 чорний пішак · b4 чорний пішак · e4 білий ферзь · b2 білий пішак · g2 білий пішак · h2 білий пішак · c1 чорний слон · h1 білий король | f8 білий кінь · h8 чорний король · a7 чорний ферзь · g7 чорний пішак · h6 чорний пішак · e5 білий пішак · a4 чорний пішак · b4 чорний пішак · e4 білий ферзь · b2 білий пішак · g2 білий пішак · h2 білий пішак · c1 чорний слон · h1 білий король | f8 білий кінь · h8 чорний король · a7 чорний ферзь · g7 чорний пішак · h6 чорний пішак · e5 білий пішак · a4 чорний пішак · b4 чорний пішак · e4 білий ферзь · b2 білий пішак · g2 білий пішак · h2 білий пішак · c1 чорний слон · h1 білий король | f8 білий кінь · h8 чорний король · a7 чорний ферзь · g7 чорний пішак · h6 чорний пішак · e5 білий пішак · a4 чорний пішак · b4 чорний пішак · e4 білий ферзь · b2 білий пішак · g2 білий пішак · h2 білий пішак · c1 чорний слон · h1 білий король | f8 білий кінь · h8 чорний король · a7 чорний ферзь · g7 чорний пішак · h6 чорний пішак · e5 білий пішак · a4 чорний пішак · b4 чорний пішак · e4 білий ферзь · b2 білий пішак · g2 білий пішак · h2 білий пішак · c1 чорний слон · h1 білий король | f8 білий кінь · h8 чорний король · a7 чорний ферзь · g7 чорний пішак · h6 чорний пішак · e5 білий пішак · a4 чорний пішак · b4 чорний пішак · e4 білий ферзь · b2 білий пішак · g2 білий пішак · h2 білий пішак · c1 чорний слон · h1 білий король | 7 |
| 6 | f8 білий кінь · h8 чорний король · a7 чорний ферзь · g7 чорний пішак · h6 чорний пішак · e5 білий пішак · a4 чорний пішак · b4 чорний пішак · e4 білий ферзь · b2 білий пішак · g2 білий пішак · h2 білий пішак · c1 чорний слон · h1 білий король | f8 білий кінь · h8 чорний король · a7 чорний ферзь · g7 чорний пішак · h6 чорний пішак · e5 білий пішак · a4 чорний пішак · b4 чорний пішак · e4 білий ферзь · b2 білий пішак · g2 білий пішак · h2 білий пішак · c1 чорний слон · h1 білий король | f8 білий кінь · h8 чорний король · a7 чорний ферзь · g7 чорний пішак · h6 чорний пішак · e5 білий пішак · a4 чорний пішак · b4 чорний пішак · e4 білий ферзь · b2 білий пішак · g2 білий пішак · h2 білий пішак · c1 чорний слон · h1 білий король | f8 білий кінь · h8 чорний король · a7 чорний ферзь · g7 чорний пішак · h6 чорний пішак · e5 білий пішак · a4 чорний пішак · b4 чорний пішак · e4 білий ферзь · b2 білий пішак · g2 білий пішак · h2 білий пішак · c1 чорний слон · h1 білий король | f8 білий кінь · h8 чорний король · a7 чорний ферзь · g7 чорний пішак · h6 чорний пішак · e5 білий пішак · a4 чорний пішак · b4 чорний пішак · e4 білий ферзь · b2 білий пішак · g2 білий пішак · h2 білий пішак · c1 чорний слон · h1 білий король | f8 білий кінь · h8 чорний король · a7 чорний ферзь · g7 чорний пішак · h6 чорний пішак · e5 білий пішак · a4 чорний пішак · b4 чорний пішак · e4 білий ферзь · b2 білий пішак · g2 білий пішак · h2 білий пішак · c1 чорний слон · h1 білий король | f8 білий кінь · h8 чорний король · a7 чорний ферзь · g7 чорний пішак · h6 чорний пішак · e5 білий пішак · a4 чорний пішак · b4 чорний пішак · e4 білий ферзь · b2 білий пішак · g2 білий пішак · h2 білий пішак · c1 чорний слон · h1 білий король | f8 білий кінь · h8 чорний король · a7 чорний ферзь · g7 чорний пішак · h6 чорний пішак · e5 білий пішак · a4 чорний пішак · b4 чорний пішак · e4 білий ферзь · b2 білий пішак · g2 білий пішак · h2 білий пішак · c1 чорний слон · h1 білий король | 6 |
| 5 | f8 білий кінь · h8 чорний король · a7 чорний ферзь · g7 чорний пішак · h6 чорний пішак · e5 білий пішак · a4 чорний пішак · b4 чорний пішак · e4 білий ферзь · b2 білий пішак · g2 білий пішак · h2 білий пішак · c1 чорний слон · h1 білий король | f8 білий кінь · h8 чорний король · a7 чорний ферзь · g7 чорний пішак · h6 чорний пішак · e5 білий пішак · a4 чорний пішак · b4 чорний пішак · e4 білий ферзь · b2 білий пішак · g2 білий пішак · h2 білий пішак · c1 чорний слон · h1 білий король | f8 білий кінь · h8 чорний король · a7 чорний ферзь · g7 чорний пішак · h6 чорний пішак · e5 білий пішак · a4 чорний пішак · b4 чорний пішак · e4 білий ферзь · b2 білий пішак · g2 білий пішак · h2 білий пішак · c1 чорний слон · h1 білий король | f8 білий кінь · h8 чорний король · a7 чорний ферзь · g7 чорний пішак · h6 чорний пішак · e5 білий пішак · a4 чорний пішак · b4 чорний пішак · e4 білий ферзь · b2 білий пішак · g2 білий пішак · h2 білий пішак · c1 чорний слон · h1 білий король | f8 білий кінь · h8 чорний король · a7 чорний ферзь · g7 чорний пішак · h6 чорний пішак · e5 білий пішак · a4 чорний пішак · b4 чорний пішак · e4 білий ферзь · b2 білий пішак · g2 білий пішак · h2 білий пішак · c1 чорний слон · h1 білий король | f8 білий кінь · h8 чорний король · a7 чорний ферзь · g7 чорний пішак · h6 чорний пішак · e5 білий пішак · a4 чорний пішак · b4 чорний пішак · e4 білий ферзь · b2 білий пішак · g2 білий пішак · h2 білий пішак · c1 чорний слон · h1 білий король | f8 білий кінь · h8 чорний король · a7 чорний ферзь · g7 чорний пішак · h6 чорний пішак · e5 білий пішак · a4 чорний пішак · b4 чорний пішак · e4 білий ферзь · b2 білий пішак · g2 білий пішак · h2 білий пішак · c1 чорний слон · h1 білий король | f8 білий кінь · h8 чорний король · a7 чорний ферзь · g7 чорний пішак · h6 чорний пішак · e5 білий пішак · a4 чорний пішак · b4 чорний пішак · e4 білий ферзь · b2 білий пішак · g2 білий пішак · h2 білий пішак · c1 чорний слон · h1 білий король | 5 |
| 4 | f8 білий кінь · h8 чорний король · a7 чорний ферзь · g7 чорний пішак · h6 чорний пішак · e5 білий пішак · a4 чорний пішак · b4 чорний пішак · e4 білий ферзь · b2 білий пішак · g2 білий пішак · h2 білий пішак · c1 чорний слон · h1 білий король | f8 білий кінь · h8 чорний король · a7 чорний ферзь · g7 чорний пішак · h6 чорний пішак · e5 білий пішак · a4 чорний пішак · b4 чорний пішак · e4 білий ферзь · b2 білий пішак · g2 білий пішак · h2 білий пішак · c1 чорний слон · h1 білий король | f8 білий кінь · h8 чорний король · a7 чорний ферзь · g7 чорний пішак · h6 чорний пішак · e5 білий пішак · a4 чорний пішак · b4 чорний пішак · e4 білий ферзь · b2 білий пішак · g2 білий пішак · h2 білий пішак · c1 чорний слон · h1 білий король | f8 білий кінь · h8 чорний король · a7 чорний ферзь · g7 чорний пішак · h6 чорний пішак · e5 білий пішак · a4 чорний пішак · b4 чорний пішак · e4 білий ферзь · b2 білий пішак · g2 білий пішак · h2 білий пішак · c1 чорний слон · h1 білий король | f8 білий кінь · h8 чорний король · a7 чорний ферзь · g7 чорний пішак · h6 чорний пішак · e5 білий пішак · a4 чорний пішак · b4 чорний пішак · e4 білий ферзь · b2 білий пішак · g2 білий пішак · h2 білий пішак · c1 чорний слон · h1 білий король | f8 білий кінь · h8 чорний король · a7 чорний ферзь · g7 чорний пішак · h6 чорний пішак · e5 білий пішак · a4 чорний пішак · b4 чорний пішак · e4 білий ферзь · b2 білий пішак · g2 білий пішак · h2 білий пішак · c1 чорний слон · h1 білий король | f8 білий кінь · h8 чорний король · a7 чорний ферзь · g7 чорний пішак · h6 чорний пішак · e5 білий пішак · a4 чорний пішак · b4 чорний пішак · e4 білий ферзь · b2 білий пішак · g2 білий пішак · h2 білий пішак · c1 чорний слон · h1 білий король | f8 білий кінь · h8 чорний король · a7 чорний ферзь · g7 чорний пішак · h6 чорний пішак · e5 білий пішак · a4 чорний пішак · b4 чорний пішак · e4 білий ферзь · b2 білий пішак · g2 білий пішак · h2 білий пішак · c1 чорний слон · h1 білий король | 4 |
| 3 | f8 білий кінь · h8 чорний король · a7 чорний ферзь · g7 чорний пішак · h6 чорний пішак · e5 білий пішак · a4 чорний пішак · b4 чорний пішак · e4 білий ферзь · b2 білий пішак · g2 білий пішак · h2 білий пішак · c1 чорний слон · h1 білий король | f8 білий кінь · h8 чорний король · a7 чорний ферзь · g7 чорний пішак · h6 чорний пішак · e5 білий пішак · a4 чорний пішак · b4 чорний пішак · e4 білий ферзь · b2 білий пішак · g2 білий пішак · h2 білий пішак · c1 чорний слон · h1 білий король | f8 білий кінь · h8 чорний король · a7 чорний ферзь · g7 чорний пішак · h6 чорний пішак · e5 білий пішак · a4 чорний пішак · b4 чорний пішак · e4 білий ферзь · b2 білий пішак · g2 білий пішак · h2 білий пішак · c1 чорний слон · h1 білий король | f8 білий кінь · h8 чорний король · a7 чорний ферзь · g7 чорний пішак · h6 чорний пішак · e5 білий пішак · a4 чорний пішак · b4 чорний пішак · e4 білий ферзь · b2 білий пішак · g2 білий пішак · h2 білий пішак · c1 чорний слон · h1 білий король | f8 білий кінь · h8 чорний король · a7 чорний ферзь · g7 чорний пішак · h6 чорний пішак · e5 білий пішак · a4 чорний пішак · b4 чорний пішак · e4 білий ферзь · b2 білий пішак · g2 білий пішак · h2 білий пішак · c1 чорний слон · h1 білий король | f8 білий кінь · h8 чорний король · a7 чорний ферзь · g7 чорний пішак · h6 чорний пішак · e5 білий пішак · a4 чорний пішак · b4 чорний пішак · e4 білий ферзь · b2 білий пішак · g2 білий пішак · h2 білий пішак · c1 чорний слон · h1 білий король | f8 білий кінь · h8 чорний король · a7 чорний ферзь · g7 чорний пішак · h6 чорний пішак · e5 білий пішак · a4 чорний пішак · b4 чорний пішак · e4 білий ферзь · b2 білий пішак · g2 білий пішак · h2 білий пішак · c1 чорний слон · h1 білий король | f8 білий кінь · h8 чорний король · a7 чорний ферзь · g7 чорний пішак · h6 чорний пішак · e5 білий пішак · a4 чорний пішак · b4 чорний пішак · e4 білий ферзь · b2 білий пішак · g2 білий пішак · h2 білий пішак · c1 чорний слон · h1 білий король | 3 |
| 2 | f8 білий кінь · h8 чорний король · a7 чорний ферзь · g7 чорний пішак · h6 чорний пішак · e5 білий пішак · a4 чорний пішак · b4 чорний пішак · e4 білий ферзь · b2 білий пішак · g2 білий пішак · h2 білий пішак · c1 чорний слон · h1 білий король | f8 білий кінь · h8 чорний король · a7 чорний ферзь · g7 чорний пішак · h6 чорний пішак · e5 білий пішак · a4 чорний пішак · b4 чорний пішак · e4 білий ферзь · b2 білий пішак · g2 білий пішак · h2 білий пішак · c1 чорний слон · h1 білий король | f8 білий кінь · h8 чорний король · a7 чорний ферзь · g7 чорний пішак · h6 чорний пішак · e5 білий пішак · a4 чорний пішак · b4 чорний пішак · e4 білий ферзь · b2 білий пішак · g2 білий пішак · h2 білий пішак · c1 чорний слон · h1 білий король | f8 білий кінь · h8 чорний король · a7 чорний ферзь · g7 чорний пішак · h6 чорний пішак · e5 білий пішак · a4 чорний пішак · b4 чорний пішак · e4 білий ферзь · b2 білий пішак · g2 білий пішак · h2 білий пішак · c1 чорний слон · h1 білий король | f8 білий кінь · h8 чорний король · a7 чорний ферзь · g7 чорний пішак · h6 чорний пішак · e5 білий пішак · a4 чорний пішак · b4 чорний пішак · e4 білий ферзь · b2 білий пішак · g2 білий пішак · h2 білий пішак · c1 чорний слон · h1 білий король | f8 білий кінь · h8 чорний король · a7 чорний ферзь · g7 чорний пішак · h6 чорний пішак · e5 білий пішак · a4 чорний пішак · b4 чорний пішак · e4 білий ферзь · b2 білий пішак · g2 білий пішак · h2 білий пішак · c1 чорний слон · h1 білий король | f8 білий кінь · h8 чорний король · a7 чорний ферзь · g7 чорний пішак · h6 чорний пішак · e5 білий пішак · a4 чорний пішак · b4 чорний пішак · e4 білий ферзь · b2 білий пішак · g2 білий пішак · h2 білий пішак · c1 чорний слон · h1 білий король | f8 білий кінь · h8 чорний король · a7 чорний ферзь · g7 чорний пішак · h6 чорний пішак · e5 білий пішак · a4 чорний пішак · b4 чорний пішак · e4 білий ферзь · b2 білий пішак · g2 білий пішак · h2 білий пішак · c1 чорний слон · h1 білий король | 2 |
| 1 | f8 білий кінь · h8 чорний король · a7 чорний ферзь · g7 чорний пішак · h6 чорний пішак · e5 білий пішак · a4 чорний пішак · b4 чорний пішак · e4 білий ферзь · b2 білий пішак · g2 білий пішак · h2 білий пішак · c1 чорний слон · h1 білий король | f8 білий кінь · h8 чорний король · a7 чорний ферзь · g7 чорний пішак · h6 чорний пішак · e5 білий пішак · a4 чорний пішак · b4 чорний пішак · e4 білий ферзь · b2 білий пішак · g2 білий пішак · h2 білий пішак · c1 чорний слон · h1 білий король | f8 білий кінь · h8 чорний король · a7 чорний ферзь · g7 чорний пішак · h6 чорний пішак · e5 білий пішак · a4 чорний пішак · b4 чорний пішак · e4 білий ферзь · b2 білий пішак · g2 білий пішак · h2 білий пішак · c1 чорний слон · h1 білий король | f8 білий кінь · h8 чорний король · a7 чорний ферзь · g7 чорний пішак · h6 чорний пішак · e5 білий пішак · a4 чорний пішак · b4 чорний пішак · e4 білий ферзь · b2 білий пішак · g2 білий пішак · h2 білий пішак · c1 чорний слон · h1 білий король | f8 білий кінь · h8 чорний король · a7 чорний ферзь · g7 чорний пішак · h6 чорний пішак · e5 білий пішак · a4 чорний пішак · b4 чорний пішак · e4 білий ферзь · b2 білий пішак · g2 білий пішак · h2 білий пішак · c1 чорний слон · h1 білий король | f8 білий кінь · h8 чорний король · a7 чорний ферзь · g7 чорний пішак · h6 чорний пішак · e5 білий пішак · a4 чорний пішак · b4 чорний пішак · e4 білий ферзь · b2 білий пішак · g2 білий пішак · h2 білий пішак · c1 чорний слон · h1 білий король | f8 білий кінь · h8 чорний король · a7 чорний ферзь · g7 чорний пішак · h6 чорний пішак · e5 білий пішак · a4 чорний пішак · b4 чорний пішак · e4 білий ферзь · b2 білий пішак · g2 білий пішак · h2 білий пішак · c1 чорний слон · h1 білий король | f8 білий кінь · h8 чорний король · a7 чорний ферзь · g7 чорний пішак · h6 чорний пішак · e5 білий пішак · a4 чорний пішак · b4 чорний пішак · e4 білий ферзь · b2 білий пішак · g2 білий пішак · h2 білий пішак · c1 чорний слон · h1 білий король | 1 |
|   | a | b | c | d | e | f | g | h |   |

Шахова сліпота (лат. Amaurosis scacchistica) — неспроможність гравця під час гри в шахи зробити зазвичай очевидний добрий хід, або ж побачити зазвичай очевидну небезпеку. Термін належить Зіґберту Таррашу. Подібним до шахової сліпоти є Синдром Котова, коли гравець після довгих роздумів раптом робить хід, який він зовсім не аналізував.